# Nicolás Maturana
Nicolás Alexander Maturana Caneo (* 8. Juli 1993 in Lampa) ist ein chilenischer Fußballspieler. Der Mittelfeldspieler wurde drei Mal chilenischer Meister und gewann die Copa Sudamericana 2011.

## Karriere

### Verein

#### Anfänge in Chile und Leihen
Maturana debütierte 2011 mit 17 Jahren für Universidad de Chile. Sein erstes Tor erzielte er im Juli 2011 in der Copa Chile. Obwohl er in der Saison 2011 nur wenige Spiele absolvierte, war er Teil des Teams, das sowohl die beiden Meisterschaften Apertura und Clausura als auch die Copa Sudamericana gewann. Im Jahr 2012 wurde Maturana an Rangers ausgeliehen, wo er zehn Spiele absolvierte, jedoch kein Tor erzielte. Er spielte auch einige Spiele für das B-Team in der zweiten Liga. In der zweiten Hälfte des Jahres 2012 wurde er an den AC Barnechea verliehen, wo er fünf Tore in 15 Spielen erzielte. Er spielte eine wichtige Rolle in der Mannschaft, besonders in den Aufstiegsspielen, obwohl der Aufstieg letztendlich nicht gelang. Maturana wurde Anfang 2014 an Deportes Iquique verliehen, wo er 15 Spiele bestritt und die Copa Chile gewann. Anfang 2015 wechselte Maturana auf Leihbasis nach Spanien zu FC Elche, wurde jedoch nicht für das Team registriert und spielte stattdessen für CD Alcoyano in der dritten spanischen Liga, wo er in fünf Spielen eingesetzt wurde. Nach seiner Rückkehr nach Chile wurde Maturana an den CD Palestino verliehen. Er spielte eine zentrale Rolle und erzielte mehrere wichtige Tore, insbesondere in der Liguilla, die zur Qualifikation für die Copa Sudamericana führte. Nach seiner Zeit bei Palestino kehrte Maturana 2016 zu Universidad de Chile zurück, wo er jedoch nur sporadisch zum Einsatz kam.

#### Wechsel ins Ausland
Anfang 2017 wechselte Maturana zu Necaxa nach Mexiko, wo er in 14 Spielen zwei Tore erzielte. Sein Aufenthalt in Mexiko war jedoch von unregelmäßigen Einsätzen geprägt. Im Juni 2017 unterschrieb Maturana beim CSD Colo-Colo. Trotz einiger Einsätze konnte er sich nicht dauerhaft in der Mannschaft etablieren. 2019 wurde Maturana an Universidad de Concepción verliehen, bevor er 2020 zu CD Cobreloa wechselte. Nach einer Leihe 2023 zu Deportes Santa Cruz sammelte der Mittelfeldspieler 2024 weitere Auslandserfahrungen bei Real Estelí in Nicaragua. Nach nur 43 Tagen kehrte er mit einem Pokalsieg zurück nach Chile und läuft seitdem für San Antonio Unido in der Segunda División auf.

### Nationalmannschaft
Maturana spielte 2013 in der U20-Nationalmannschaft bei der Südamerikameisterschaft sieben der neun Turnierspiele und erzielte dabei einen Treffer. Die junge La Roja wurde in der Finalrunde Vierter und qualifizierte sich somit für die Weltmeisterschaft in der Türkei im Juni/Juli desselben Jahres. Maturana kam drei Mal beim Turnier zum Einsatz, bei dem Chile das Viertelfinale erreichte.
Im September 2016 wurde Maturana von Trainer Juan Antonio Pizzi für die A-Nationalmannschaft für die beiden Qualifikationsspiele zur Weltmeisterschaft 2018 gegen Paraguay und Bolivien nominiert, kam aber nicht zu seinem Länderspieldebüt.

## Erfolge
Universidad de Chile
- Chilenischer Meister: 2011-A, 2011-C
- Copa-Sudamericana-Sieger: 2011

Deportes Iquique
- Chilenischer Pokalsieger: 2013/14

CSD Colo-Colo
- Chilenischer Meister: 2017-T
- Chilenischer Pokalsieger: 2019
- Chilenischer Supercup-Sieger: 2017, 2018

Real Estelí
- Nicaraguanischer Pokalsieger: 2023